# Parco nazionale Djurö
Il parco nazionale Djurö è un parco nazionale della Svezia, nella contea di Västra Götaland. È stato istituito nel 1991 ed occupa una superficie di 2.400 ha.

## Territorio
Il parco nazionale rappresenta un ambiente tipico dei grandi laghi europei: infatti si trova nell'arcipelago di Djurö, composto da trenta isole ed isolette, di cui la maggiore è l'isola di Djurö, all'interno del lago Vänern. 

## Storia
L'arcipelago è rimasto disabitato fino al XVI secolo.